# Основная гидрофизическая характеристика

Основная гидрофизическая характеристика для песка (Ss), глинистого суглинка (Uu), глины (Lu) и торфа (Tt).

Основна́я гидрофизи́ческая характери́стика (ОГХ, кривая водоудерживания) — в физике почв изотермическая равновесная зависимость между капиллярно-сорбционным (матричным) давлением почвенной влаги и влажностью (обычно объёмной). Форма ОГХ специфична для каждого почвенного образца и характеризует структуру порового пространства почвы, гранулометрический и минералогический состав. Характеризуется гистерезисом, то есть несовпадением форм кривой при увлажнении и иссушении образца. В виду доминирования во времени в естественных условиях процессов иссушения, а также их равновесности, чаще используют ОГХ, найденную именно для иссушаемого образца.

## Форма кривой ОГХ
Обычно ОГХ представляется в графической форме (реже в виде таблицы), как зависимость капиллярно-сорбционного давления от влажности. При этом для давления используется логарифмическая шкала, берётся десятичный логарифм от абсолютной величины давления — pF. Полученная кривая имеет S-образную форму, на которой выделяют несколько характерных областей:
- насыщения (при pF от 0 до в среднем 1,7)
- капиллярная (1,7 — 3,0)
- плёночная (3 — 4,5)
- сорбционная (более 4,5)
- недоступной для растений влаги (pF более 4,18)

а также несколько характерных точек. Первая точка соответствует pF близкому к 0, то есть почти полностью заполненному водой поровому пространству почвы (достичь абсолютно полного заполнения редко удаётся). Место первого изгиба кривой называют «давлением выхода воздуха (барботирования)». Между первой и второй точками изменение давления почвенной влаги приводит лишь к изменению кривизны капиллярных менисков, но не к изменению влажности. От второй точки и далее изменение давления означает изменение доли почвенных пор заполненных водой (и пор, заполненных воздухом). Третья точка отражает влажность, соответствующую переходу области плёночно-капиллярной влаги к сорбционной.

## Зависимость ОГХ от свойств почвы
Гранулометрический состав. Облегчение грансостава приводит к сдвигу верхней части ОГХ влево, нижняя остаётся относительно неизменной.
Плотность почвы. Рыхление приводит к сдвигу верхней части ОГХ влево, а нижней части ОГХ вправо, в область высокой влажности.
Минералогический состав. При одном и том же давлении почвенной влаги водоудерживающая способность, к примеру, монтмориллонита, будет выше каолинита, поэтому его ОГХ будет сдвинута вправо, в область высоких влажностей.
Распределение пор по размеру. Капиллярно-сорбционное давление почвенной влаги, выраженное в сантиметрах водного столба — это высота капиллярного поднятия, по формуле Жюрена связанная с радиусом капилляра:
Разбив ось ординат на доли и посчитав для них радиусы (или диаметры) пор, по оси абсцисс (при использовании объёмной влажности) получим долю пор данного радиуса в общем поровом пространстве.
Почвенно-гидрологичские константы. А. Д. Воронин получил уравнения зависимости прямых, пересечение которых с ОГХ дают значения той или иной константы. Так, для максимальной адсорбционной влагоёмкости (МАВ) имеет место следующее уравнение: pF = 5,2 + 3W
Для максимальной молекулярной (ММВ): pF = 2,17 + 3W
Для максимальной капиллярно-сорбционной (МКСВ): pF = 2,17 + W
Для капиллярной (КВ): pF = 2,17
Константа 2,17 соответствует pF при радиусе капилляра 10 мкм — расстоянии, на которое распространяется влияние поверхностных сил твёрдой фазы почвы.

## Методы определения
Не существует метода, позволяющего определить ОГХ во всём диапазоне pF. Примерно до pF 2,9 возможно использование тензиометра в сочетании с отбором проб на влажность (полевой метод) или его варианта – капилляриметра: тензиометра, опущенного в насыщенную водой почву и соединённого другим концом с насосом (лабораторный метод). Задание воздуху в капилляриметре известного давления приводит к выходу в него из почвы некоторого количества воды, которое следует измерить после достижения равновесия. Капиллярно-сорбционное давление будет равно давлению воздуха с поправкой на давление столба воды в приборе, влажность находят методом обратного пересчёта. На сходных принципах основывается устройство тензиостата.
В области pF до 5, а иногда и выше, может быть использован мембранный пресс. Его принцип действия: на тонкопористую мембрану кладётся насыщенный образец почвы и над ним создаётся повышенное давление газа. Под мембраной сохраняется атмосферное давление и вода будет выходить из почвы, а её давление снижаться, до тех пор пока по абсолютной величине не сравняется с избыточным давлением газа над образцом. 
При еще больших значениях pF используют гигроскопический метод (или метод равновесия над растворами солей). В эксикаторе над раствором соли устанавливается строго определённое относительное давление пара воды, после достижения равновесия в почве создастся соответствующее давление (потенциал) влаги. Остаётся только определить влажность.
Уравнение ван Генухтена для описания ОГХ. Получают регрессионные выражения для параметров уравнения ван Генухтена (n,α и θmax,θmin) от фундаментальных свойств почвы. Температуропроводность зависит от плотности почвы, но и от минералогического состава. 